# Aptenodytes ridgeni
Il pinguino di Ridgen (Aptenodytes ridgeni Simpson, 1972) è una specie fossile di pinguino. Visse tra il Miocene e il Pliocene nella regione di Canterbury, in Nuova Zelanda.
Gli unici resti, comprendenti il 70% del corpo, ma privi della testa e di parte delle zampe, furono scoperti nel luglio del 1968 - pochi mesi dopo il rinvenimento di Pygoscelis tyreei - da parte di Alan Ridgen, un raccoglitore amatoriale di 11 anni. La specie, riconosciuta dal paleontologo George Gaylord Simpson, ha preso il nome dallo scopritore.

## Tassonomia
A. ridgeni è generalmente incluso nel genere Aptenodytes seppure con alcune riserve, data la mancanza di un fossile completo. Le ossa delle zampe, prive di falangi, comprendono il femore, il tibiotarso, il tarsometatarso e la rotula. In particolare, il tarsometatarso assomiglia a quello delle altre specie viventi di Aptenodytes, seppure più quadrato rispetto a queste ultime; similare anche la disposizione delle aperture dei vasi sanguigni e la presenza di una troclea per il fissaggio delle dita dei piedi. 
L'appartenenza al genere, se confermata, proverebbe che la distribuzione geografica di Aptenodytes nel passato era molto più ampia dell'attuale dato che le due specie viventi, il pinguino imperatore e il pinguino reale, si possono trovare esclusivamente in alcune isole dei mari antartici, ma non in Nuova Zelanda a latitudini decisamente inferiori al 60º parallelo sud.

## Descrizione
Il pinguino di Ridgen fu l'ultima specie ad estinguersi di dimensioni maggiori del pinguino imperatore: comparando, infatti, le ossa degli arti posteriori delle due specie si può desumere che lo scheletro del primo fosse circa il 10% più grande.